# Пайков, Александр Николаевич
Александр Николаевич Пайков (10 июля 1924 — 14 октября 1995) — участник Великой Отечественной войны, командир взвода 364-го стрелкового полка 139-й стрелковой Рославльской Краснознамённой ордена Суворова дивизии 50-й армии 2-го Белорусского фронта, Герой Советского Союза (1945), младший лейтенант.

## Биография
Родился 10 июля 1924 года в селе Глухово ныне Воскресенского района Нижегородской области в крестьянской семье. Русский.
Окончил 7 классов. Работал счетоводом в колхозе, заведующим избой-читальней.
Окончил курсы инструкторов-общественников по физкультуре.
В 1941 году вступил в комсомол, вскоре был избран секретарём Глуховской территориальной организации ВЛКСМ.
Призван в Красную Армию 6 ноября 1942 года Заветлужским райвоенкоматом и направлен в Ленинградское Краснознамённое военное пехотное училище имени С. М. Кирова, но закончить его не пришлось: в марте 43-го в составе курсантской роты его направляют на Западный фронт, под Спас-Деменск в состав 139-й стрелковой дивизии.
24 июня 1944 года в наступательном бою в районе деревни Гиревцы, ныне Чаусского района Могилёвской области Белорусской ССР командир стрелкового взвода 3-й роты 364-го стрелкового полка 139-й стрелковой дивизии 50-й армии 2-го Белорусского фронта младший лейтенант Пайков своим взводом уничтожил артиллерийскую точку противника вместе с её прислугой. В рукопашном бою за деревню Городец из своего автомата уничтожил 5 немецких солдат. За доблесть, проявленную в бою, командиром 364-го стрелкового полка подполковником Петровым был представлен к ордену Красного Знамени. Данное представление было поддержано командованием дивизии и корпуса, но командование 50-й армии понизило награду до ордена Отечественной войны II степени, которым Пайков и был награждён приказом по войскам 50-й армии № 0426 от 7 июля 1944 года.
27 июня 1944 года во главе штурмовой группы из 35 добровольцев на плотах под артиллерийским и миномётным огнём преодолел Днепр в районе деревни Буйничи, ныне Могилёвского района Могилёвской области Белорусской ССР. Десантники после переправы захватили рубеж на правом берегу реки и заняли оборону. Автоматным огнём и гранатами они отразили несколько контратак противника, уничтожив большое количество солдат и офицеров. Под их прикрытием батальон форсировал реку и пришёл на помощь десантникам, которых уже оставалось шесть человек. Во время штурма батальоном деревни Буйничи Пайков поднял красный флаг над одним из домов освобождённой деревни.
Указом Президиума Верховного Совета СССР от 24 марта 1945 года за образцовое выполнение боевых заданий командования на фронте борьбы с немецко-фашистскими захватчиками и проявленные при этом мужество и героизм Пайкову Александру Николаевичу присвоено звание Героя Советского Союза с вручением ордена Ленина и медали «Золотая Звезда».
Член ВКП(б) с 1945 года.
После окончания войны Пайков продолжал службу в Советской Армии.
В 1946 году окончил Курсы усовершенствования офицерского состава (КУОС).
С 1947 года капитан Пайков — в запасе.
Вернулся в Нижегородскую область. Работал заместителем председателя Черновского сельпо, инструктором Заветлужского райкома партии, секретарём парткомов колхоза «Родина» и Воскресенского леспромхоза.
В 1959 году окончил Кировскую областную совпартшколу, в 1969 году — заочную Высшую партшколу.
С 1978 года — председатель Воскресенского поселкового совета.
Скончался 14 октября 1995 года. Похоронен на кладбище в селе Глухово Воскресенского района Нижегородской области.

## Награды
- Медаль «Золотая Звезда» № 5508 Героя Советского Союза (24.03.1945);
- орден Ленина (24.03.1945);
- орден Отечественной войны I степени (11.03.1985);
- орден Отечественной войны II степени;
- медали, в том числе:
  - «За доблестный труд. В ознаменование 100-летия со дня рождения Владимира Ильича Ленина»;
  - «За победу над Германией в Великой Отечественной войне 1941—1945 гг.»;
  - «Двадцать лет Победы в Великой Отечественной войне 1941—1945 гг.»;
  - «Тридцать лет Победы в Великой Отечественной войне 1941—1945 гг.»;
  - «Сорок лет Победы в Великой Отечественной войне 1941—1945 гг.»;
  - «Ветеран труда»;
  - «50 лет Вооружённых Сил СССР»;
  - «60 лет Вооружённых Сил СССР»;
  - «70 лет Вооружённых Сил СССР».

## Память

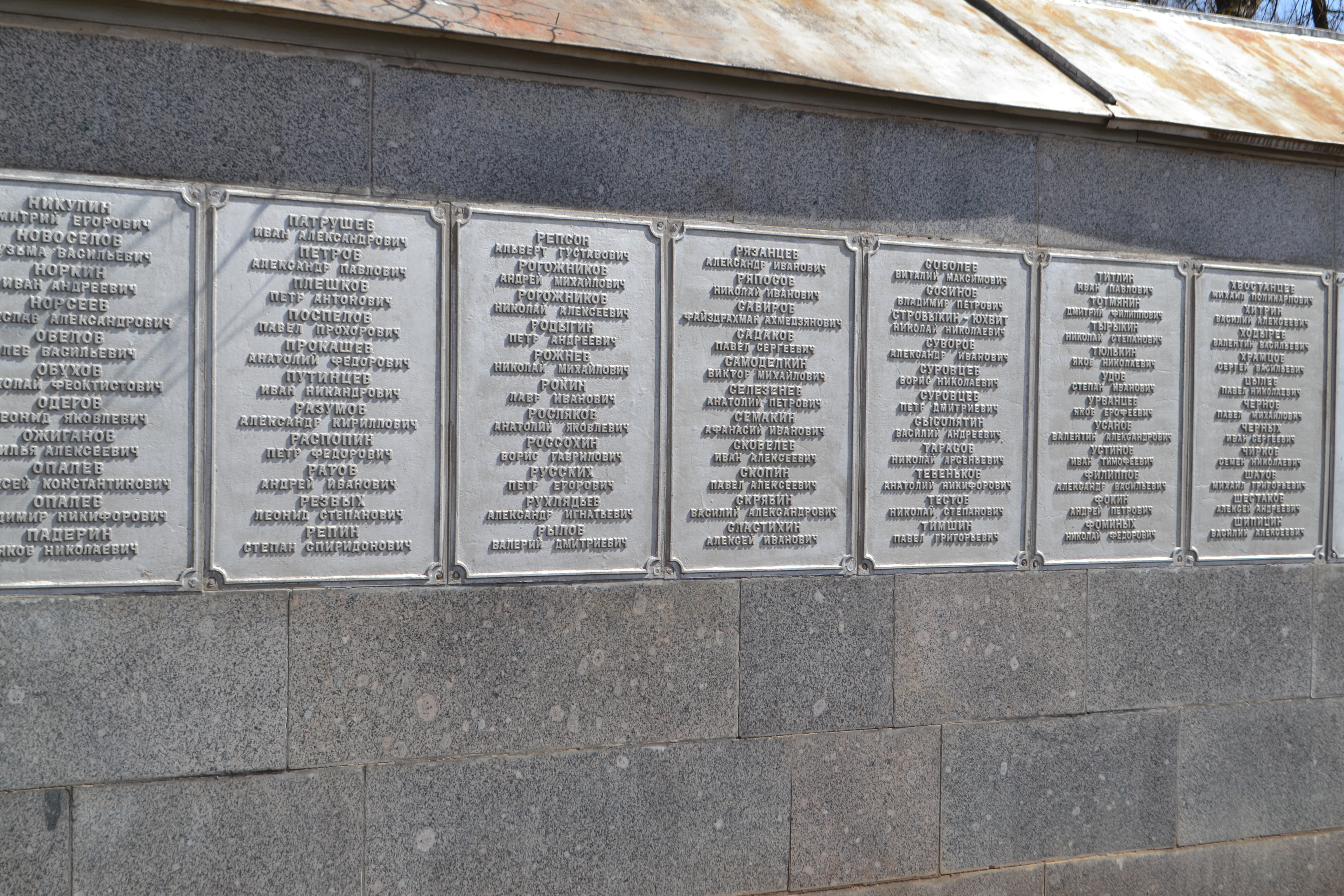
Имя Героя на мемориальной доске в парке г. Кирова

- Имя Героя высечено золотыми буквами в зале Славы Центрального музея Великой Отечественной войны в Парке Победы города Москвы.
- Имя Героя Советского Союза увековечено на мемориальных досках в честь Героев Советского Союза — уроженцев Кировской области в парке Дворца пионеров города Кирова.
- На могиле героя установлен надгробный памятник.